# Bernardine Evaristo
Bernardine Anne Mobolaji Evaristo, née à Eltham le 28 mai 1959, est une écrivaine et universitaire britannique et nigériane. Elle est professeure d'écriture créative à l'université Brunel et présidente de la Royal Society of Literature (2022-2026). Elle remporte le prestigieux Booker Prize en 2019 pour son roman Girl, Woman, Other, qui est également récompensé aux British Book Awards et Indie Book Award for Fiction.  

## Biographie
Bernardine Evaristo naît à Eltham, au sud-est de Londres, et grandit à Woolwich, quatrième de huit enfants. Sa mère est une enseignante anglaise et son père, d'origine nigériane, émigré en Angleterre en 1949, est soudeur et conseiller municipal travailliste. Son grand-père paternel était un Yoruba qui est revenu du Brésil au Nigeria. Sa grand-mère paternelle est originaire d'Abeokuta, au Nigeria. L'arrière-grand-père paternel de sa mère est arrivé d'Allemagne à Londres dans les années 1860, et la grand-mère maternelle de sa mère est arrivée d'Irlande à Londres dans les années 1880,,,. 
Elle fait ses études à l'école de filles d'Eltham Hill, au Rose Bruford College, puis elle obtient son doctorat au Goldsmiths College de l'université de Londres. 
Dans les années 1980, elle fonde le Theatre of Black Women avec Paulette Randall et Patricia Hilaire. Dans les années 1990, elle organise la première conférence sur l'écriture noire britannique, qui se déroule lieu au musée de Londres, ainsi que la première conférence sur le théâtre noir britannique au Royal Festival Hall. En 1995, elle cofonde et dirige Spread the Word, l'agence de développement des écrivains de Londres.
Elle vit à Londres avec son mari, l'écrivain David Shannon, qu'elle a rencontré en 2006 et dont le premier roman est publié en mars 2021,,.

## Activités littéraires
Elle est l'auteure de huit romans et ouvrages poétiques qui explorent divers aspects de la diaspora africaine. Elle expérimente notamment la forme et la perspective narrative, fusionnant souvent le passé et le présent, la fiction et la poésie,.  
Evaristo publie des critiques littéraires dans le Guardian. Elle prône l’inclusion des écrivains et artistes de couleur et a mis en place une série de projets. Elle a notamment fondé le prix international Brunel de la poésie africaine en 2012 et présidé en 2012 le jury du prix Caine et le prix de la nouvelle du Commonwealth. Elle a lancé un projet de mentorat en poésie intitulé The Complete Works. Elle a co-fondé l’agence de développement des écrivains Spread the Word et la première compagnie théâtrale de femmes noires en Grande Bretagne Theatre of Black Women. Depuis octobre 2020, elle est responsable d’une nouvelle collection d’ouvrages avec Hamish Hamilton pour la maison d’édition Penguin Random House, intitulée « Black Britain: Writing Back », qui consiste à rééditer et faire circuler d’anciens livres.

## Éditrice
Evaristo a édité en tant qu’invitée, The Sunday Times Style magazine (Royaume-Uni) en juillet 2020 d’un point de vue d’une femme noire/chrétienne, mettant en lumière un éventail de jeunes artistes, activistes et acteurs de changement. Quelques années plus tôt, elle était l’éditrice invitée du numéro Septembre 2014 du magazine Mslexia, le numéro d'hiver du centenaire de Poetry Review (2012)  de la Poetry Society of Great Britain, intitulé “Offending Frequencies”; un numéro spécial du magazine Wasafiri, s’intitulant Black Britain: Beyond Definition (Routledge, 2010), avec le poète Karen McCarthy Woolf; Ten, une anthologie de poètes noirs et asiatiques, avec le poète Daljit Nagra (Bloodaze Books, 2010) et en 2007, elle a co-édité le New Writing Anthology NW15 (Granta/British Council). Elle était aussi éditrice du magazine interculturel FrontSeat dans les années 1990, et une des éditrices de l’anthologie Black Women Talk Poetry (publiée en 1987 par le collectif Black Womantalk Poetry duquel Evaristo faisait partie), la première anthologie substantielle, figurant parmi ses vingt poètes Jackie Kay, Dorothea Smartt et Adjoa Andoh.
En octobre 2020, il a été annoncé qu’elle était responsable d’une nouvelle série de livres avec Hamish Hamilton et les éditeurs de Penguin Random House, “Black Britain: Writing Back”, qui consiste à remettre en circulation et à imprimer des livres du passé. Les premiers six livres ont été publiés en février 2021, notamment Minty Alley (1936) par C. L. R. James et The Dancing Face (1997) par Mike Phillips.

## Distinctions
Elle est colauréate du Booker Prize en 2019, conjointement avec l'écrivaine canadienne Margaret Atwood, pour Girl, Woman, Other,  chronique de la vie de familles noires à Londres,.
Depuis 2021, elle est présidente du Rose Bruford College of Theatre and Performance, le collège où elle a fait ses études universitaires. Elle est membre de l’ordre de l’Empire britannique (MBE) en 2009, puis officier de l’ordre de l’Empire britannique (OBE) en 2020, pour les services rendus à la littérature.  
En décembre 2021, elle est élue présidente de la Royal Society of Literature. Elle succède en 2022 à Marina Warner,.

## Œuvres
- Island of Abraham, Peepal Tree Press, 1994
- Lara, Angela Royal Publishing, 1997
- The Emperor's Babe, Hamish Hamilton/Penguin, 2001
- Soul Tourists, Hamish Hamilton/Penguin, 2005
- Des racines blondes, Globe, 2023 (trad. Françoise Adelstain)  (ISBN 9782383611707) (titre original : Blonde Roots, Hamish Hamilton/Penguin, 2008)
- Lara, Bloodaxe Books, 2009
- Hello Mum, Penguin, 2010
- M. Loverman, Penguin, 2013
- Girl, Woman, Other, Hamish Hamilton/Penguin, 2019 (traduction française 2020 : Fille, femme, autre)
- Manifesto. N’abandonnez jamais, Renaud Bray, 2023 (trad. Françoise Adelstain)  (ISBN 9782383611806) (titre original : Manifesto: On Never Giving Up, 2021  (ISBN 978-0241534991))
- Feminism, 2021  (ISBN 978-1849767163)

## Distinctions
- 2004 : membre élue de la Royal Society of Literature[34]
- 2006 : membre de la Royal Society of Arts[13]
- 2019 : prix Booker[35]
- 2020 : officier de l'ordre de l'Empire britannique